# Analecta Cisterciensia
Die Analecta Cisterciensia (ACi) sind das wissenschaftliche Organ des Zisterzienserordens. Die mehrsprachige Zeitschrift erscheint seit 1945, anfangs unter dem Titel Analecta Sacri Ordinis Cisterciensis (bis 1964) sporadisch, aber bald jährlich.
Von 1968 bis 2007 wurde sie von Polykarp Zakar (Erzabt von Zirc und emeritierter Generalabt des Ordens) herausgegeben. Unter seiner Amtszeit beschäftigte sich die Zeitschrift zunehmend mit Ordensrecht und der Zisterziensergeschichte der Neuzeit; grundsätzlich ist das Periodikum allen Aspekten des Ordens in jeder Epoche gewidmet. Von 2007 bis 2020 lag die Herausgeberschaft bei dem Zisterzienser und Historiker Alkuin Schachenmayr, unter dessen Federführung sie zum Leitorgan der Zisterziensergeschichte aufstieg.
Seit 1. Januar 2021 liegt die Herausgeberschaft bei den Heiligenkreuzer Zisterziensern Meinrad Tomann und Moses Hamm; in Verbindung mit Joachim Werz, Mirko Breitenstein und Jörg Sonntag (Forschungsstelle für vergleichende Ordensgeschichte (FOVOG)).
Andere Zisterzienserzeitschriften, wie etwa Collectanea Cisterciensia, Cîteaux (Commentarii cistercienses), Cistercian Studies Quarterly, Cistercium, Cistercienser Chronik, und Rivista Cistercense betonen überwiegend mittelalterliche Themen und die spirituellen Abhandlungen der Ordensmitglieder. Die Analecta Cisterciensia veröffentlichen überwiegend wissenschaftliche Monographien mit betontem Forschungscharakter.